# Thomas Lieb
Thomas John „Tom” Lieb (ur. 28 października 1899 w Faribault, zm. 30 kwietnia 1962 w Los Angeles) – amerykański lekkoatleta (dyskobol), medalista olimpijski z 1924.
Zdobył brązowy medal w rzucie dyskiem na igrzyskach olimpijskich w 1924 w Paryżu (wyprzedzili go jego rodak Clarence Houser oraz Vilho Niittymaa z Finlandii). Dwa miesiące po igrzyskach 14 września 1924 w Chicago ustanowił rekord świata w tej konkurencji wynikiem 47,81 m.
Zdobył w tej konkurencji mistrzostwo Stanów Zjednoczonych (AAU) w 1923 i 1924, a także był akademickim mistrzem USA (NCAA) w 1922 i 1923.
Jako student Uniwersytetu Notre Dame aktywnie uprawiał nie tylko lekką atletykę, lecz również college football i hokej na lodzie.
Później pracował jako trener futbolu amerykańskiego, a także lekkiej atletyki i hokeja. Prowadził m.in. drużyny futbolowe Loyola Marymount University i University of Florida.